# Rathi
Rathi est une race bovine indienne. Elle appartient à la sous-espèce zébuine de Bos taurus. 

## Origine
Elle est originaire du district d'Alwar, dans l'est de l'état du Rajasthan. Selon les sources, elle pourrait provenir de la race hariana métissée de sindhi rouge et de sahiwal ou encore être issue de sahiwal et tharparkar

## Morphologie

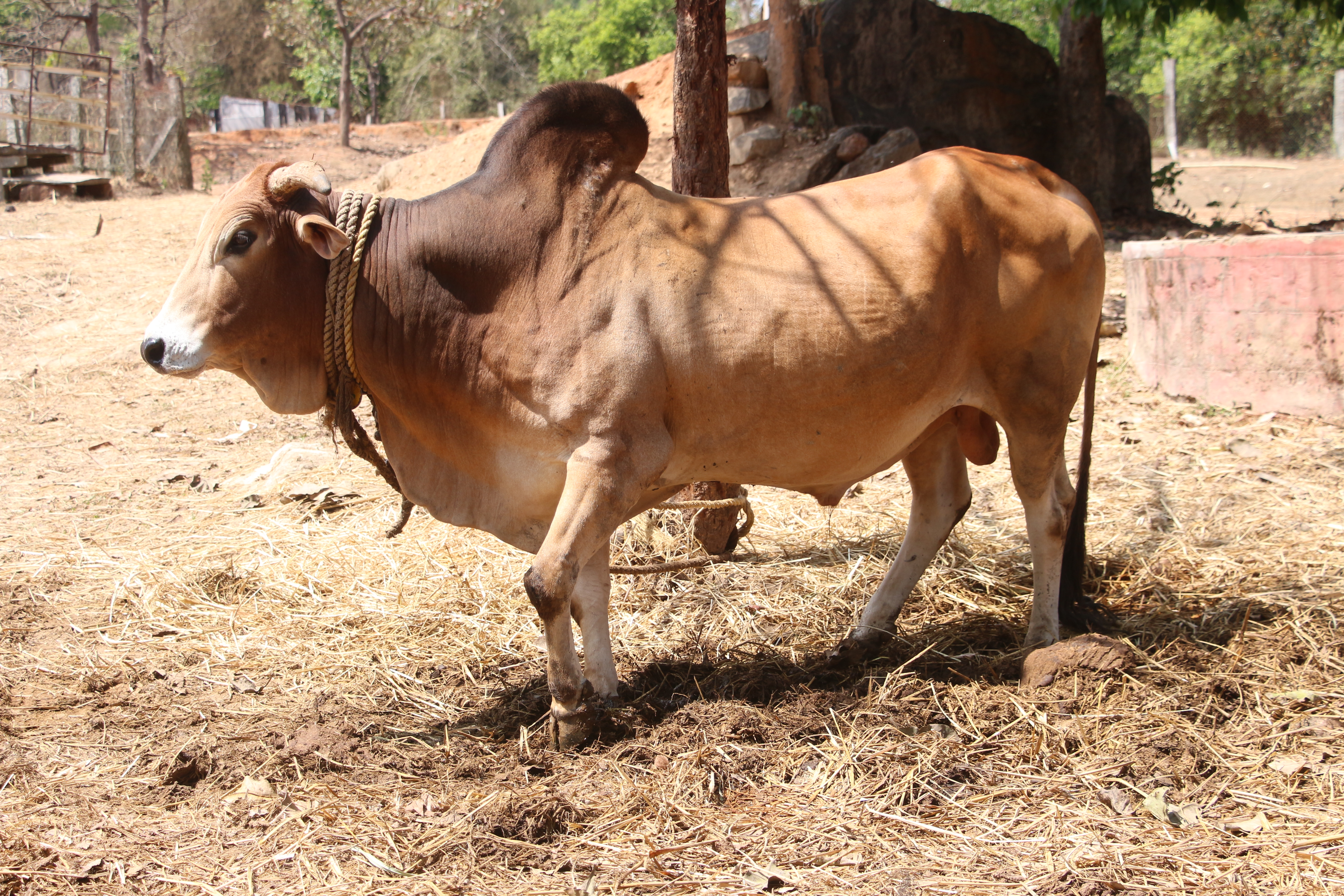
Taureau rathi.

Elle porte une robe brun rouge avec parfois des taches blanches. La tête est fine avec un front plat portant de courtes cornes. La femelle pèse 280-300 kg et le taureau 350-400 kg.

## Aptitudes
C'est une race qui produit un peu de lait, 1 520 kg sur 310 jours de lactation, mais la production augmente fortement pour atteindre 3 100 kg en ferme expérimentale avec nourriture à volonté.
Elle est surtout utilisée pour sa force de travail.

## Sources

### Note
1. ↑  La production laitière est généralement exprimée en kilogramme plutôt qu'en litre dans la littérature spécialisée.